# Callimetopus ruficollis
Callimetopus ruficollis är en skalbaggsart som först beskrevs av Heller 1915.  Callimetopus ruficollis ingår i släktet Callimetopus och familjen långhorningar.
Artens utbredningsområde är Filippinerna. Inga underarter finns listade.